# Перистера
Перистера (грч. Περιστερά) је насељено место у општини Седес у периферији Средишња Македонија, Грчка. Према попису из 2021. године био је 651 становник.
Перистера је била насељена турским и грчким становништвом. Село је 1913. године имало 645 становника. Двадесетих година 20. века турско становништво је принудно исељено у Турску а на њихово место су насељене грчке избегличке породице, укупно 166 особа. На попису из 1928. године Перистера је имала 645 становника.